# ロアス
ロアス（LOAS）は、ナカバヤシが展開するOAファニチャー、サプライ及びコンピュータ関連製品のブランド。
かつては大阪府堺市に本社を置くナカバヤシグループのロアス株式会社（Loas Co.,Ltd.）であった。

## 概要
会社オフィスで使用されるデスク・キャビネットといったファニチャー類から、プリンター・ケーブルなどのOA機器全般を扱うブランド。
OA関連製品全般の取り扱いは幅広いが、様々な企業がひしめき合っており販売は伸び悩んでいる。一方、法人に向けた販売は近年伸長しており、ホームページ掲載商品以外の商品の生産や他社へのOEM供給などを推進している。特に、教育、医療・介護、施設におけるネットワーク関連商品やコンピューターサプライ商品の開発と受託生産に重点をおいている。最大手の大塚商会やコクヨ、アスクルなどの企業に比べるとシェアは低いが、近年は親会社ナカバヤシとの販売連携を強化してシェアアップと販路拡大につとめている。
しかし、近年の不況や他社との競争激化などを理由に、採算が悪化したことから2011年4月、親会社であるナカバヤシより当社の清算を発表。今後は当社の事業を実質的にナカバヤシに経営を統合した上で、ナカバヤシ本体とその系列グループに引き継ぐとしている。

## 沿革
- 1943年3月：日本ペン先株式会社より分離し、立川製作所を設立。
- 1983年7月：各種OA関連商品の製造販売を開始。
- 1988年6月：商号をニチエレ株式会社に変更。
- 1995年1月：商号をロアス株式会社に変更。直販体制へ移行。
- 2011年4月：ナカバヤシより同社解散の告示。
- 2011年6月：解散。
- 2011年9月：清算完了。

## 主な取り扱い製品
「Digio」（ディジオ）ブランドでコンピュータ・オフィス用品を数多く販売している。なおかつてセガ・エンタープライゼスが発売した同名のデジタルカメラ（トイデジカメ）ブランドとは一切関係がない。
- OAデスク及び各種ラック・チェア等
- マウス・キーボード
- USBハブ及び各種ケーブル類
- ゲーム機周辺機器 - 任天堂ライセンス商品を販売。ソニー関連商品も販売しているがこちらはライセンス品ではない。

## 関連企業
- ナカバヤシ - 親会社